# Luigi Roasio
Luigi Roasio (Vercelli, 1900 – Biella, 1963) è stato un calciatore italiano, di ruolo difensore.
Veniva chiamato "Roasio II" per distinguerlo dal fratello Alessandro Roasio (chiamato invece "Roasio I"), anch'egli militante nella Biellese. 

## Carriera
Nato a Vercelli nel 1900, milita nella Biellese fin dalla fondazione nel 1919 e vi resta per quasi tutta la carriera, se si eccettua una breve militanza nel Valenzana per via del servizio militare. Con la Biellese disputa 21 gare nel campionato di Divisione Nazionale 1928-1929 e 33 gare in Serie B 1929-1930. Si spegne a Biella nel 1963.